# Charles de Kergariou
 (septembre 2016).
Si vous disposez d'ouvrages ou d'articles de référence ou si vous connaissez des sites web de qualité traitant du thème abordé ici, merci de compléter l'article en donnant les références utiles à sa vérifiabilité et en les liant à la section « Notes et références ».
Pour les articles homonymes, voir Charles Marie de Kergariou et Kergariou.
Charles de Kergariou, dit Kerga, né le 10 juillet 1899  à Saint-Martin-des-Champs (Finistère) et mort le 6 décembre 1956 à Paris, est un peintre français.

## Biographie
Fils de René-Gabriel-Marie comte de Kergariou, propriétaire terrien, et d’Eliza Suzan Clarke, originaire du Royaume-Uni, Charles de Kergariou doit son prénom à l’époux de sa marraine, la marquise Louise de Kergariou (née Louise Archdeacon) (1854-1915) qui fonde en juillet 1900, le sanatorium marin de Roscoff.
En 1909, le père de Charles de Kergariou meurt à Carantec où la famille s’est installée depuis quelques années. Les aînés partent alors étudier au pensionnat du lycée de Quimper. Six ans plus tard, Charles de Kergariou part étudier à l’École Breguet, à Paris, et ce pendant deux ans.
À la fin de la Première Guerre mondiale, le frère aîné Xavier disparaît. Kergariou s’engage alors dans l’aviation. Deux ans plus tard, il commence sa vie d'artiste et édite des gravures. Puis il expose un Portrait du barde Pipi Talon à la foire exposition de Rennes en 1922.
De 1925 à 1930, il réalise la décoration de l’hôtel du Bon Accueil à Carantec. Parallèlement, il réalise, en 1927, douze bois gravés polychromes pour l’album de Fanch Gourvil, De l’Armor, à Larré.
En 1939, juste après son engagement dans la Seconde Guerre mondiale, Kergariou est fait prisonnier. Il est envoyé un an et demi aux stalags de Bolchot et de Bad Soden en Allemagne. Parallèlement, son frère Gabriel entre dans la Résistance comme agent de renseignements. En 1941, Kergariou rentre en France. L’année suivante, il se marie le 15 septembre à Paris dans le XVIe arrondissement. En voyage de noces, il se rend aux Andelis et il peint de nombreuses aquarelles.
En 1945 naît sa fille Marie-France-Thérèse-Victoire. La même année, Kergariou part sept semaines pour le pèlerinage du Tro Breizh à pied, avec le fils aîné de Fanch Gourvil. Pendant ce pèlerinage, il dessine un carnet de croquis. À son retour, Kergariou et son épouse se séparent et il migre alors à Loches, en Touraine. Puis, pour se rapprocher de ses enfants, il déménage à Paris et commence une étude scientifique sur la décomposition de la couleur. Il revient à Morlaix en 1947.
De 1954 à 1955, il rédige un journal intime sur les symptômes de sa maladie. Pour des raisons de santé, il part en croisière sur le sloughi de ses cousins de Lesmaës (Côtes-d’Armor). En février 1955, il accoste à Casablanca où il transmet à Georges Duhamel, secrétaire de l’Académie française, un exemplaire de ses recherches sur la couleur.
De 1955 à 1956, il travaille à Paris dans le 14e arrondissement, dans une entreprise de mécanique et d’instruments de précision.
Charles de Kergariou meurt le 6 décembre 1956 au 42 rue de Sèvres (Hôpital Laënnec) dans le VIIe arrondissement ; il demeurait 96 avenue Henri-Martin à Paris XVIe.

## Œuvres dans les collections publiques
- Morlaix, musée des Jacobins
  - L’église d’Henvic, encre et aquarelle sur papier ;
  - La chapelle de l’île Callot, encre et aquarelle sur papier ;
  - Calvaire breton, gravure en couleurs.

- Rennes, musée des beaux-arts :
  - Manoir de Kerloagen à Plougonven, gouache sur papier[6] ;
  - Le Moulin à marée du Dourduff (sur la Rivière de Morlaix), 1925, huile sur toile[7].

## Expositions
- Kerga (1899-1956), le peintre de la baie de Morlaix, Morlaix, musée des Jacobins, 1994.